# Bugeac (Rumunia)
Bugeac – wieś w Rumunii, w okręgu Konstanca, w gminie Ostrov. W 2011 roku liczyła 187 mieszkańców.